# 黑祭司們
《黑祭司們》（韓語：검은 사제들）是2015年上映的一部韓國驚悚片，講述為拯救面臨危險的少女，兩名天主教祭司須在一天內展開行動、合力消滅少女體內的邪惡力量。由新人導演張在現執導，金倫奭、姜棟元、朴素淡主演。本片是張在現導演的第一部長篇作品，改編自獲獎短片《12名助理司祭》，上映後打破韓國11月的票房紀錄，累積500萬人次觀看，穩居韓國2015年11月電影票房的冠軍寶座。

## 劇情介紹
一場交通事故，讓無辜少女（朴素淡 飾）出現難以用理性或科學角度解釋的詭異症狀。為了解救這名少女，金神父（金倫奭 飾）無視教會的懷疑與反對，執意進行神祕祭典儀式。
不過儀式還需要一位具備所有資格的輔助祭司，於是他找來神學院學生崔俊昊（姜棟元 飾）擔任助手，除了從旁協助，還必須身負監視任務。不過，解救少女的機會只有一天，也讓金神父與崔副祭司開始一場可能會葬送生命的危險儀式。

## 演員陣容

### 主要角色
- 金倫奭 飾演 金範信
- 姜棟元 飾演 崔俊浩 （少年：李孝濟）
- 朴素淡 飾演 李英信

### 其他角色
- 金義聖 飾演 資深神父
- 孫鐘鶴 飾演 蒙西尼奥尔
- 李豪宰 飾演 鄭起範神父
- 南一祐 飾演 修道院長
- 金秉玉 飾演 朴教授
- 曹秀香 飾演 Agnes
- 朴雄 飾演 主教
- 李正烈 飾演 英信的父親
- 金昭淑 飾演 英信的母親
- 閔鎮雄 飾演 後任警察
- 李南熙 飾演 祭天法師
- 丁夏潭 飾演 領主巫女
- 孫敏碩 飾演 計程車司機
- 南文哲 飾演 朴修士
- 權哲 飾演 前任警察
- 金秀珍 飾演 金神父的妹妹
- 李光秀 飾演 補助司祭 約翰
- 李承勳 飾演 旅館職員
- 李藝萱 飾演 崔副祭的妹妹
- 徐尚元 飾演 教授神父

## 電影節

### 2016年
- 第21屆釜山國際電影節 韓國電影的今日-全景單元
- 第19屆上海國際電影節 韓國電影單元
- 第18屆烏迪內遠東電影節 韓國電影單元
- 第20屆加拿大奇幻電影節 長篇電影單元
- 第34屆布魯塞爾國際奇幻影展 官方選擇單元
- 第15屆紐約亞洲電影節 上映作品、韓國電影單元
- 第6屆北京國際電影節 亞洲視野單元

### 2017年
- 第14屆巴塞羅納亞洲夏季電影節 特別上映單元

## 獲獎與提名
| 年份 | 頒獎禮                    | 獎項                    | 入圍者           | 結果 |
| ---- | ------------------------- | ----------------------- | ---------------- | ---- |
| 2016 | 第25屆釜日電影獎          | 最佳女配角              | 朴素淡           | 獲獎 |
| 2016 | 第25屆釜日電影獎          | 最佳新人女演員          | 朴素淡           | 提名 |
| 2016 | 第16屆年度女性電影人獎    | 最佳新人女演員          | 朴素淡           | 獲獎 |
| 2016 | 第7屆年度電影獎           | 最佳新人女演員          | 朴素淡           | 獲獎 |
| 2016 | 第11屆Max Movie電影獎     | 最佳新人女演員          | 朴素淡           | 獲獎 |
| 2016 | 第21屆春史國際電影節      | 最佳新人女演員          | 朴素淡           | 獲獎 |
| 2016 | 第52屆百想藝術大獎        | 電影部門 女子新人演技獎 | 朴素淡           | 獲獎 |
| 2016 | 第10屆亞洲電影大獎        | 最佳女配角              | 朴素淡           | 提名 |
| 2016 | 第3屆韓國電影製作人協會獎 | 最佳女配角              | 朴素淡           | 獲獎 |
| 2016 | 第37屆青龍電影獎          | 最佳女配角              | 朴素淡           | 獲獎 |
| 2016 | 第37屆青龍電影獎          | 最佳新人導演            | 張在現           | 提名 |
| 2016 | 第37屆青龍電影獎          | 最佳剪輯                | 申珉景           | 提名 |
| 2016 | 第37屆青龍電影獎          | 最佳配樂                | 金泰成           | 提名 |
| 2016 | 第37屆青龍電影獎          | 技術獎                  | 白尚勳(視覺效果) | 提名 |
| 2016 | 第16屆導演選擇獎          | 年度新人導演            | 張在現           | 獲獎 |

## 外部鏈接
- NAVER上《黑祭司們》的資料
- Daum上《黑祭司們》的資料

- 韩国电影数据库（KMDb）上《黑祭司們》的資料
- 互联网电影数据库（IMDb）上《黑祭司們》的资料（英文）